# Daniello Bartoli
Pour les articles homonymes, voir Bartoli.
Compléments
Bartoli est l'auteur de plusieurs classiques de la littérature italienne.
Daniello Bartoli, né le 12 février 1608 à Ferrare (Italie) et mort le 13 janvier 1685 à Rome, est un prêtre jésuite italien, homme de lettres, historien ecclésiastique et écrivain de renom.

## Biographie
Après des premières études littéraires au collège jésuite de Ferrare Bartoli entre au noviciat de la Compagnie de Jésus de Novellara, le 10 décembre 1623. Les deux années de formation spirituelle terminées il enseigne la classe de rhétorique au collège de Plaisance (1625-1626) et la philosophie à Parme (1626-1629). Révélant un talent littéraire évident et des dons oratoires il enseigne l’éloquence sacrée durant quatre ans à Parme tout en commençant, en 1633, ses études de théologie en vue du sacerdoce.
Sa santé ne permettant pas longtemps ce double travail il continue sa théologie au Collége de Brera de Milan (1634), puis à Bologne. Dans cette ville, au contact du père Riccioli Bartoli s’intéresse aux sciences. Il y reviendra dans ses dernières années. Il espère vivement être envoyé, à la fin de sa formation, comme missionnaire en Extrême-Orient. Depuis plusieurs années déjà il renouvelle une demande annuelle officielle au Supérieur général le père Muzio Vitelleschi. Ses grands talents littéraires font qu’il restera en Italie.

### Prédicateur
Ordonné prêtre en 1636 Bartoli commence à prêcher dans les principales villes de l'Italie. En 1643, victime d’un naufrage alors qu’il voyage de Naples à Palerme, il a la vie sauve mais il perd tous ses écrits et sa santé en sort gravement compromise. Cet accident met fin à sa mission de prédicateur itinérant. Bartoli s’installe à Rome où il se met à l’écriture. Sa première œuvre, L'huomo di lettere difeso et emendato, un vademecum pour l’homme de lettres de la Renaissance sort de presse, à Rome en 1645. L’œuvre connait un succès considérable, est réimprimée et traduite dans toutes les langues européennes.

### Historien ecclésiastique

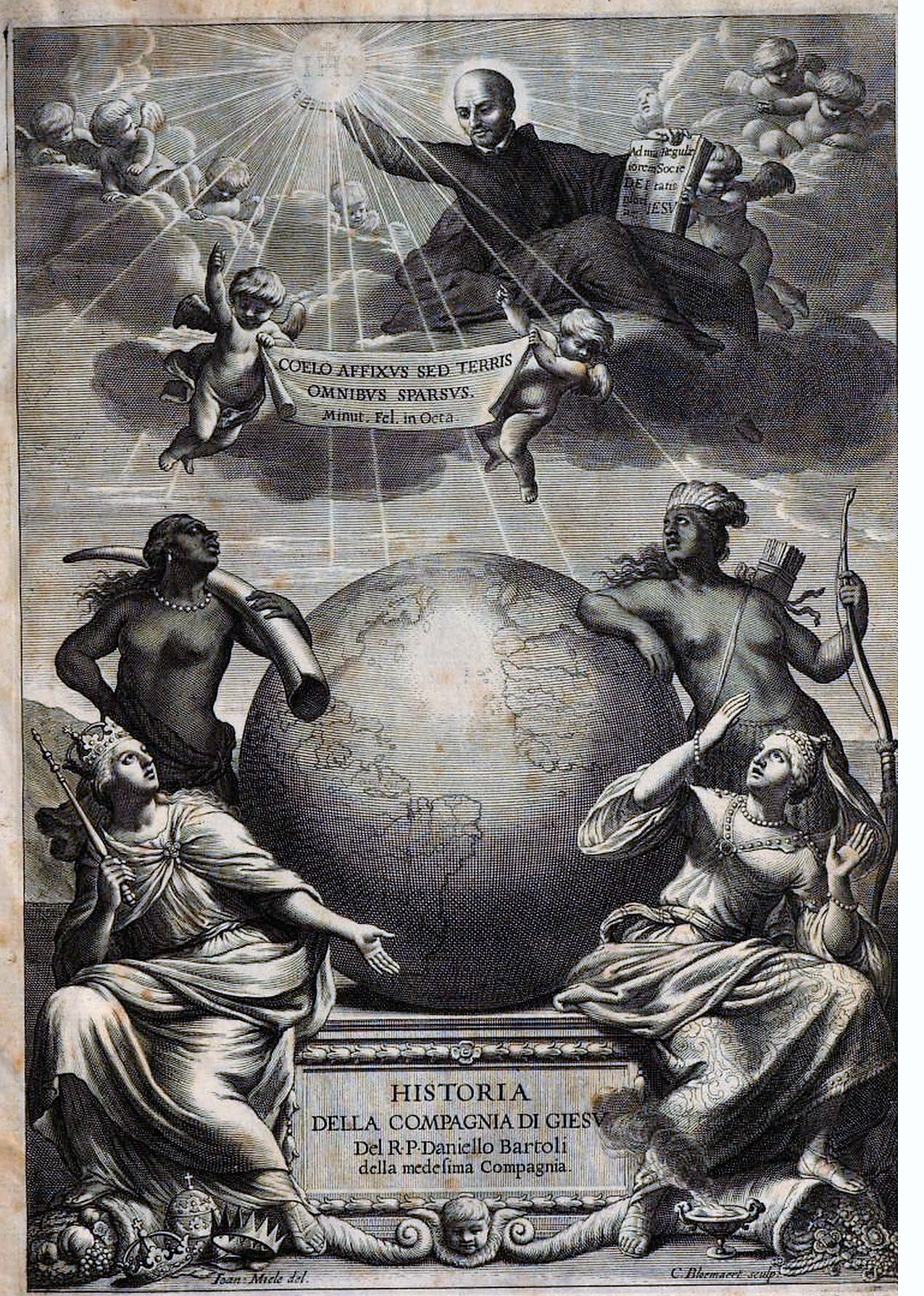
Frontispice de son Historia della Compagnia...(gravure de Cornelis Bloemaert)

En 1649 le Supérieur général des Jésuites Vincent Caraffa le nomme historien officiel de la Compagnie de Jésus, avec résidence à la maison professe (du Gesù) à Rome. Dès lors Bartoli consacre son temps exclusivement à l’écriture. Ce sera sa mission jusqu’à la fin de sa vie, si on excepte les trois ans de rectorat au Collège Romain (1671-1673).
Son premier travail est une vie du fondateur des Jésuites, saint Ignace de Loyola (1650). Ensuite, travailleur infatigable, malgré une sante précaire, il se met à composer - en italien -  une Histoire de la Compagnie de Jésus, premier essai d’envergure dans ce domaine-là. Il commence par l’Asie: Inde (publié en 1653), Japon (en 1660) et Chine (en 1663). Puis suivent deux volumes sur les Jésuites en Europe: l’Angleterre (1667) et Italie (1673). Bartoli réalise alors que, compte tenu de son âge, il ne pouvait pas espérer achever son travail s’il continuait de la manière où il l’avait projeté. Il change d’approche et écrit de façon plus concise (en cinq volumes) une histoire de l’Ordre religieux couvrant la seconde moitié du XVIe siècle. L’œuvre est intitulée : Degli uomini e de fatti della Compagnia di Gesù, (publié après sa mort). Il y insère des portraits de jésuites remarquables pour les services rendus à l'Église. Les entreprises missionnaires jésuites sur les autres continents y trouvent leur place également, avec l’Afrique (Congo, Mozambique et Éthiopie) la Floride, le Brésil. Et pour l’Europe, les jésuites en Espagne et en Allemagne.
Concomitamment à cette grande œuvre, l’infatigable Bartoli trouve le temps d’écrire les biographies de Vincent Caraffa (1651), Rodolphe Acquaviva (1653), Stanislas Kostka (1670), François de Borgia (1671), Robert Bellarmin (1678) et Niccolò Zucchi (1682).

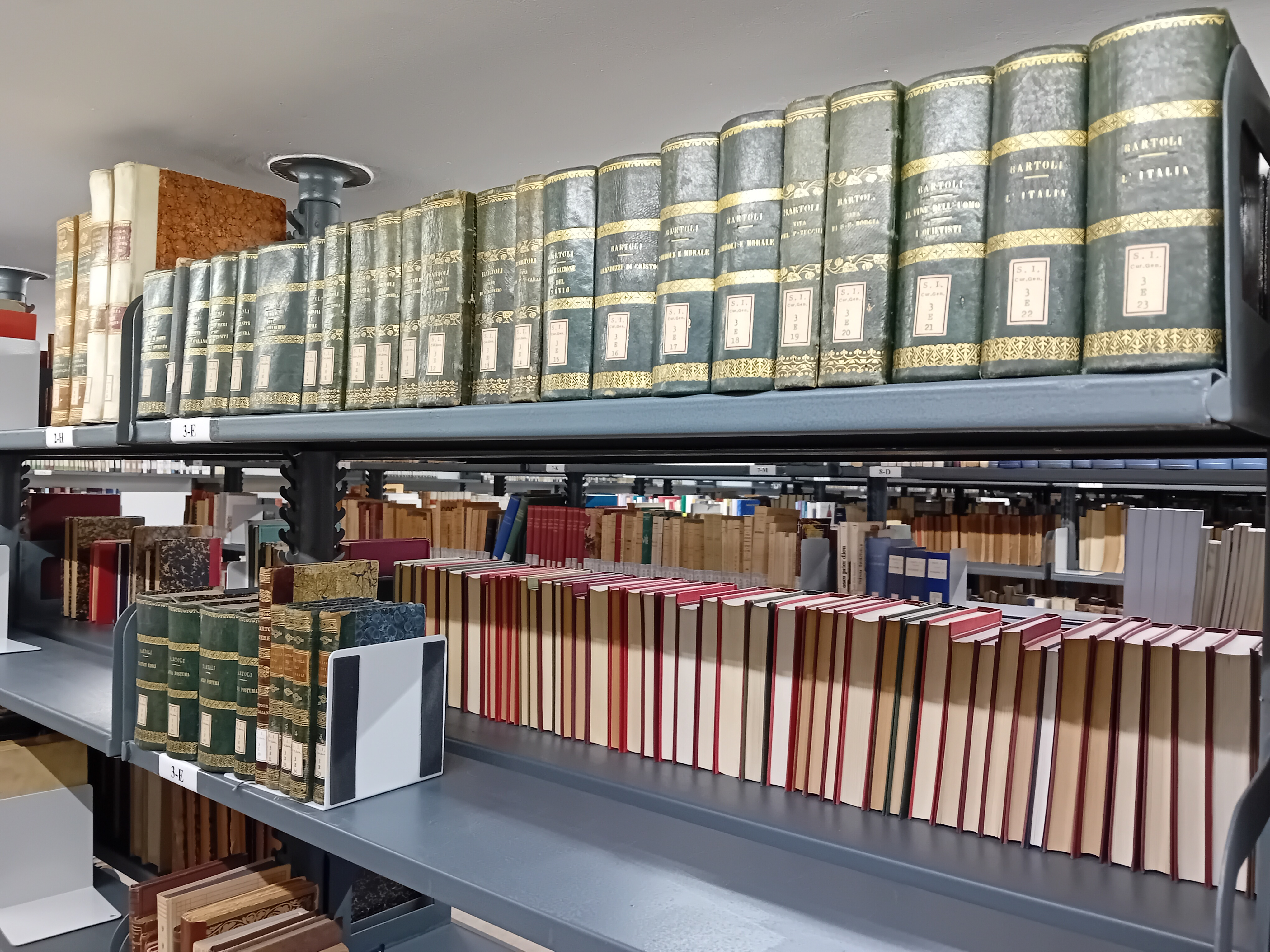
Les œuvres complètes de Bartoli occupent plus d'une travée de bibliothèque

### Autres écrits
Bartoli écrit dans le domaine spirituel également: certaines œuvres semblent être liées à ses sermons de carême, ainsi La povertà (1650), ou L'eternità consigliera (1653), parmi d’autres. Un petit traité, ‘Che orazione sia quella che chiamano di quiete’ – (quelle est cette oraison que l‘on appelle ‘de quiétude’?), publié en 1679, a contribué à surmonter les tendances quiétistes en Italie.
Maître incontesté de la langue italienne il laisse aussi des œuvres lexicographiques et grammaticales. Il s’y montre ouvert et libre de pédanterie dans l'utilisation de l'esprit de la langue. De 1655 (comme Ferrante Longobardi) Il torto ed il diritto del "Non si puo" revendique une approche équilibrée dans les questions de doctrine linguistique et littéraire. Il avait déjà publié en 1645 une œuvre maitresse L'uomo di lettere difeso et emendato, qui portait sur les problèmes, surtout moraux, de la langue parlée et écrite. Il y critiquait le style conceptiste alors à la mode.
Finalement Bartoli a également laissé des écrits sur les expériences scientifiques que ses contemporains avaient tendance à considérer de manière insuffisamment critique (selon Bartoli): sur le son, la glace, la tension, la pression : toujours décrits de manière précise et claire avec un esprit d’observation qui ne se dément pas. Bartoli ne peut s’empêcher cependant d’entrer dans des considérations spéculatives plus philosophiques que scientifiques. Il n’est pas vraiment homme de science.
Daniello Bartoli meurt à la maison professe (le Gesù) de Rome, le 13 janvier 1685.

## Aujourd’hui
Au XXe siècle, c’est surtout comme historien qu’est reconnu en Daniello Bartoli. Les historiens contemporains lui reconnaissent un vrai sens historique avec une minutieuse fidélité aux sources, dans l’excellente prose et style littéraire qu’on lui connait par ailleurs.
Les critiques littéraires italiens considèrent Bartoli comme le meilleur et le plus prolifique ‘prosaïste’ italien du XVIIe siècle. Aujourd'hui, il est connu pour son esprit religieux, l'expression riche et vivante de sa pensée, tout en restant mesurée. L’abondance de sa production littéraire est attribuée à sa personnalité optimiste et créative, soutenue par la formation intellectuelle et spirituelle reçue dans la Compagnie de Jésus. Ce qui fit que, tout en étant amoureux de l’art littéraire, Bartoli n’en fit jamais son idole. Ses écrits ont toujours une perspective apostolique.

## Publications
- L'huomo di lettere difeso et emendato, Roma, 1645 (traduit en français par Timothée Hureau de Livoy et dans toutes les langues européennes importantes).
- Della vita e dell'Istituto di S. Ignazio fondatore della Compagnia di Gesù, Roma, 1650.
- Della vita del P. Vincenzo Carafa, settimo generale della Compagnia di Gesù, Roma, 1651.
- Dell'Istoria della Compagnia di Gesù. L'Asia:
  - L'India Roma, 1653.
  - Il Giappone Roma, 1660.
  - La Cina, Roma, 1663.
- Del suono de' tremori armonici e dell'udito, Roma, 1679.
- Dell'Istoria della Compagnia di Gesù, L'Europa: 
  - L'Inghilterra, Roma, 1667;
  - L'Italia, Roma, 1673.
- Il torto ed il diritto del "Non si puo" 1655 (sous le pseudonyme "Ferrante Longobardi")'
- Dell' ultimo e beato fine dell'huomo, Roma, 1670.
- Dell'ortografia italiana, Roma, 1670.
- Delle due eternità dell'uomo, Roma, 1675.
- La tensione e la pressione, Roma, 1679.
- Degli uomini e de' fatti della Compagnia di Gesù (5 vol.), Turín, 1847-1856.
- Lettere edite e inedite, Bologne, 1865.
- E. Raimondi (ed.): Scritti di Daniello Bartoli, Turín, 1977.
- une biographie de saint François Xavier : Miracoli di S. Francesco Saverio Apostolo dell'Indie della Compagnia di Gesù estratti dalla sua Vita intitolata l'Asia », (1656), impr. Giacomo Mattei, Messine, 163 p. traduite en français par le P. Pardies

Les ouvrages de Bartoli ont été plusieurs fois imprimés, notamment à Turin, 1825, 12 volumes in-8.